# St. Egydius (Lohr)

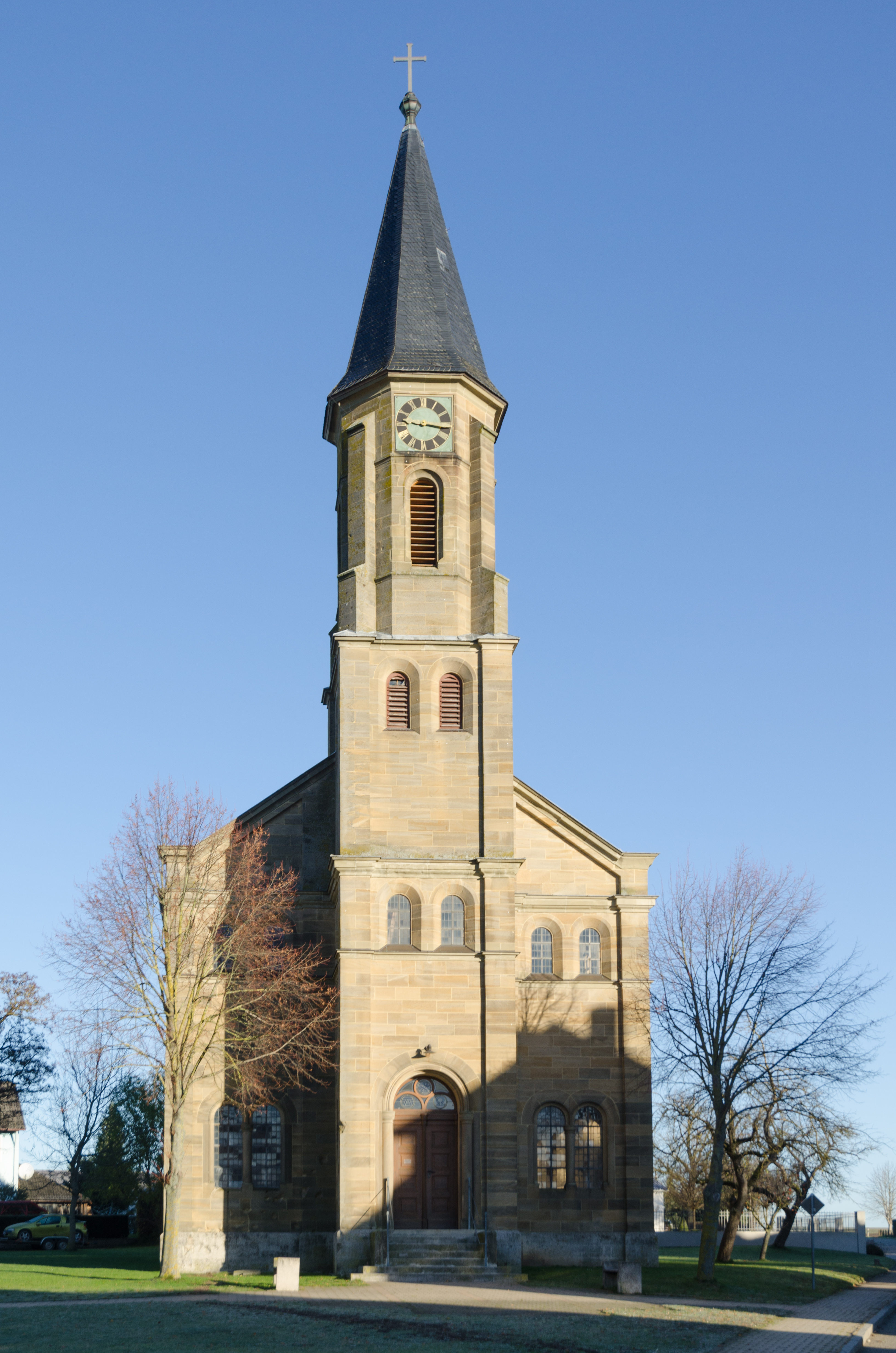
St. Egydius in Lohr

Die evangelische, denkmalgeschützte Pfarrkirche St. Egydius steht in Lohr, einem Gemeindeteil der Gemeinde Insingen im Landkreis Ansbach (Mittelfranken, Bayern). Das Bauwerk ist unter der Denkmalnummer D-5-71-169-21 als Baudenkmal in der Bayerischen Denkmalliste eingetragen. Die Kirchengemeinde gehört zur Pfarrei Insingen in der Region Süd des Dekanats Rothenburg ob der Tauber im Kirchenkreis Ansbach-Würzburg der Evangelisch-Lutherischen Kirche in Bayern.

## Beschreibung
Die Saalkirche aus Quadermauerwerk im Rundbogenstil wurde 1854–57 nach einem Entwurf von Georg Gabriel Foltz gebaut. Sie besteht aus einem Langhaus mit fünf Jochen, der halbrund geschlossenen Apsis im Norden und dem im Süden vorgestellten Fassadenturm, der mit Lisenen und Gesimsen gegliedert ist und über einem oktogonalen Geschoss, das die Turmuhr und den Glockenstuhl beherbergt, mit einem schiefergedeckten Knickhelm bedeckt ist. Der Innenraum des Langhauses hat Emporen an den Längsseiten und ist mit einer Kassettendecke überspannt. Ein Triumphbogen, an dem sich die Kanzel und ihr Schalldeckel befinden, umrahmt den Altar vor der Apsis.